# Dear Yoko
Dear Yoko är en låt skriven och framförd av John Lennon från hans och Yoko Onos album Double Fantasy från 1980. Det är en kärlekssång uttryckligen tillägnad hans hustru Yoko Ono. Lennon spelade in en demo av Dear Yoko i sitt hem under våren 1980. Han spelade in låten igen juni 1980 medan han semestrade på Bermuda.
Låten spelades in på Hit Factory studio i New York den 14 augusti 1980. Den första tagningen finns på John Lennon Anthology.